# Belleville Bulls
Die Belleville Bulls waren eine kanadische Eishockeymannschaft aus Belleville, Ontario. Das Team spielte von 1981 bis 2015 in einer der drei höchsten kanadischen Junioren-Eishockeyligen, der Ontario Hockey League (OHL).

## Geschichte
Die Belleville Bulls begannen 1979 als OHA-Juniorenteam der zweiten Kategorie, deren Meisterschaft sie in der Saison 1980/81 gewannen. Am 2. Februar 1981 erhielt die Stadt Belleville von der Ontario Hockey League ein eigenes Franchise, so dass die Belleville Bulls in die OHL wechselten. In der Saison 1985/86 erreichten die Bulls erstmals das Finale um den J. Ross Robertson Cup, in dem sie den Guelph Platers unterlagen, gegen die sie 1981 den Titel in der OHA gewonnen hatten. Es dauerte 13 Jahre bis Belleville 1999 zum zweiten Mal in der Franchise-Geschichte das OHL-Finale erreichte. Dieses Mal schlugen sie die London Knights und erhielten die Möglichkeit die OHL im Memorial Cup zu vertreten.
Da die Kitchener Rangers zugleich Gastgeber und OHL-Sieger waren, durften die Belleville Bulls als Vizemeister der OHL 2008 ein zweites Mal am Memorial Cup teilnehmen.
Nach der Saison 2014/15 wurden die Bulls von Michael Andlauer gekauft und nach Hamilton verlegt, wo sie den Namen Hamilton Bulldogs tragen. Sie ersetzten dort die Bulldogs aus der American Hockey League, die im gleichen Atemzug nach St. John’s umzogen, um dort fortan als St. John’s IceCaps zu firmieren.

## Erfolge
|  | Memorial Cup - 1999 Teilnahme als OHL-Vertreter - 2008 Teilnahme als OHL-Vertreter J. Ross Robertson Cup - 1986 Finalniederlage gegen die Guelph Platers - 1999 Finalsieg gegen die London Knights | Bobby Orr Trophy - 1998/99 & 2007/08 Division Trophies - 2000/01 Leyden Trophy, East Division - 2001/02 Leyden Trophy, East Division - 2006/07 Leyden Trophy, East Division - 2007/08 Leyden Trophy, East Division - 2008/09 Leyden Trophy, East Division - 2012/13 Leyden Trophy, East Division |

## Spieler

### Erstrunden Draftpicks
| Draftjahr | Spieler         | Position | Team                |
| --------- | --------------- | -------- | ------------------- |
| 1983      | Dan Quinn       | 13.      | Calgary Flames      |
| 1984      | Al Iafrate      | 4.       | Toronto Maple Leafs |
| 1987      | Bryan Marchment | 16.      | Winnipeg Jets       |
| 1989      | Scott Thornton  | 3.       | Toronto Maple Leafs |
| 1989      | Rob Pearson     | 12.      | Toronto Maple Leafs |
| 1989      | Steve Bancroft  | 21.      | Toronto Maple Leafs |
| 1995      | Sean Brown      | 21.      | Boston Bruins       |
| 1997      | Daniel Cleary   | 13.      | Chicago Blackhawks  |
| 1997      | Nikos Tselios   | 22.      | Carolina Hurricanes |
| 1999      | Branislav Mezei | 10.      | New York Islanders  |
| 2012      | Malcolm Subban  | 24.      | Boston Bruins       |
| 2012      | Brendan Gaunce  | 26.      | Vancouver Canucks   |

### Ehemalige Spieler
Folgende Spieler, die für die Belleville Bulls aktiv waren, spielten im Laufe ihrer Karriere in der National Hockey League:
| - Steve Bancroft - Matt Beleskey - Radim Bičánek - Craig Billington - Kevin Brown - Sean Brown - Brian Chapman - Tony Cimellaro - Jonathan Cheechoo - David Clarkson - Daniel Cleary - Brandon Convery - Craig Coxe - Troy Crowder - Doug Doull | - Stan Drulia - Dan Gratton - Brent Gretzky - Philipp Grubauer - David Haas - Mike Hartman - Todd Hawkins - Bryan Helmer - Al Iafrate - Jason Lafrenière - Matt Luff - Kevin MacDonald - Bryan Marchment - Shawn Matthias - Darren McCarty - Cody McCormick | - Chris McRae - Marty McSorley - Branislav Mezei - Craig Mills - Kris Newbury - Nick Palmieri - Darren Pang - Richard Pánik - Justin Papineau - Richard Park - Rob Pearson - Matt Pelech - John Purves - Dan Quinn - Branko Radivojevič | - Ryan Ready - Keith Redmond - Nathan Robinson - Jarrod Skalde - Jason Spezza - Matt Stajan - P. K. Subban - Eric Tangradi - Scott Thornton - Nikos Tselios - Mike Vellucci - Kyle Wellwood - Derek Wilkinson - Darryl Williams |